# Bursins
Bursins je obec na jihozápadě Švýcarska v okrese Nyon v kantonu Vaud. Leží poblíž Ženevského jezera. Žije zde 755 obyvatel.

## Geografie

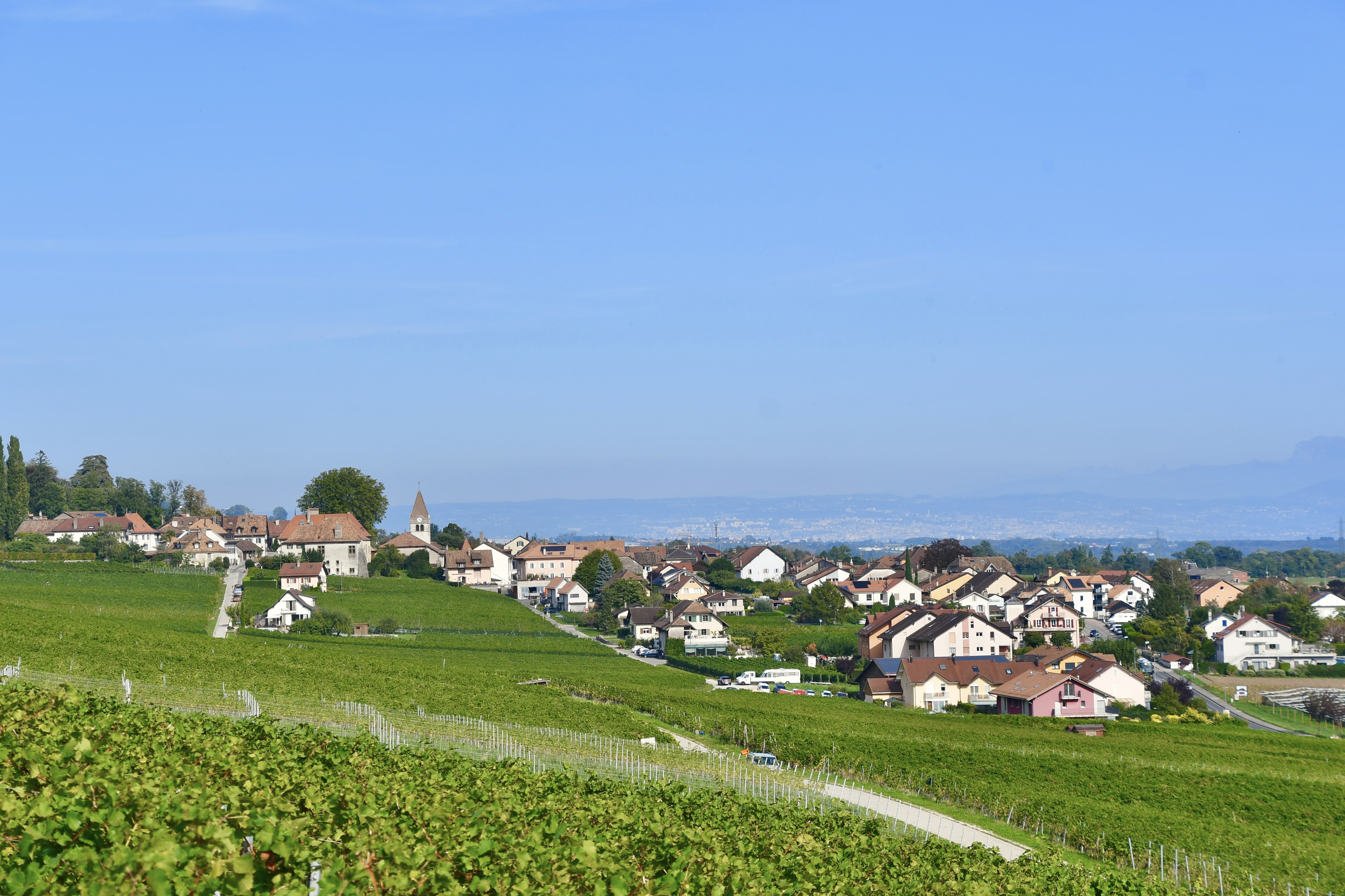
Panorama obce

Bursins leží v nadmořské výšce 473 m, vzdušnou čarou 9 km severoseverovýchodně od okresního města Nyon. Vinařská obec se nachází na mírně vyvýšeném místě na nižším jižním svahu pohoří Vaud Côte, v panoramatické poloze asi 100 metrů nad hladinou Ženevského jezera.
Území obce o rozloze 3,4 km² pokrývá část oblasti Vaud Côte. Území obce se táhne od potoka Fossy na sever přes náhorní plošinu na úpatí Côte až k hřebenu Vaud Côte před Jurou. Východní hranici tvoří potok Merdasson, který v průběhu času erozí vyhloubil do tohoto pohoří hlubokou kotlinu Combe de Bursins, jejíž západní svah stále patří k Bursins. Nejvyšší nadmořská výška obce je 830 m n. m. v lese Grandes Tattes. V roce 1997 bylo 10 % rozlohy obce pokryto zastavěnou plochou, 32 % lesy a lesními porosty, 57 % zemědělstvím a necelé 1 % neproduktivní půdou.
Bursins zahrnuje vesnici Saint-Vincent (500 m n. m.) na svazích Vaud Côte, část Le Vernay (415 m n. m.) východně od potoka Dullive a několik zemědělských usedlostí. Sousedními obcemi Bursins jsou Dully, Luins, Vinzel, Burtigny, Gilly a Bursinel.

## Historie

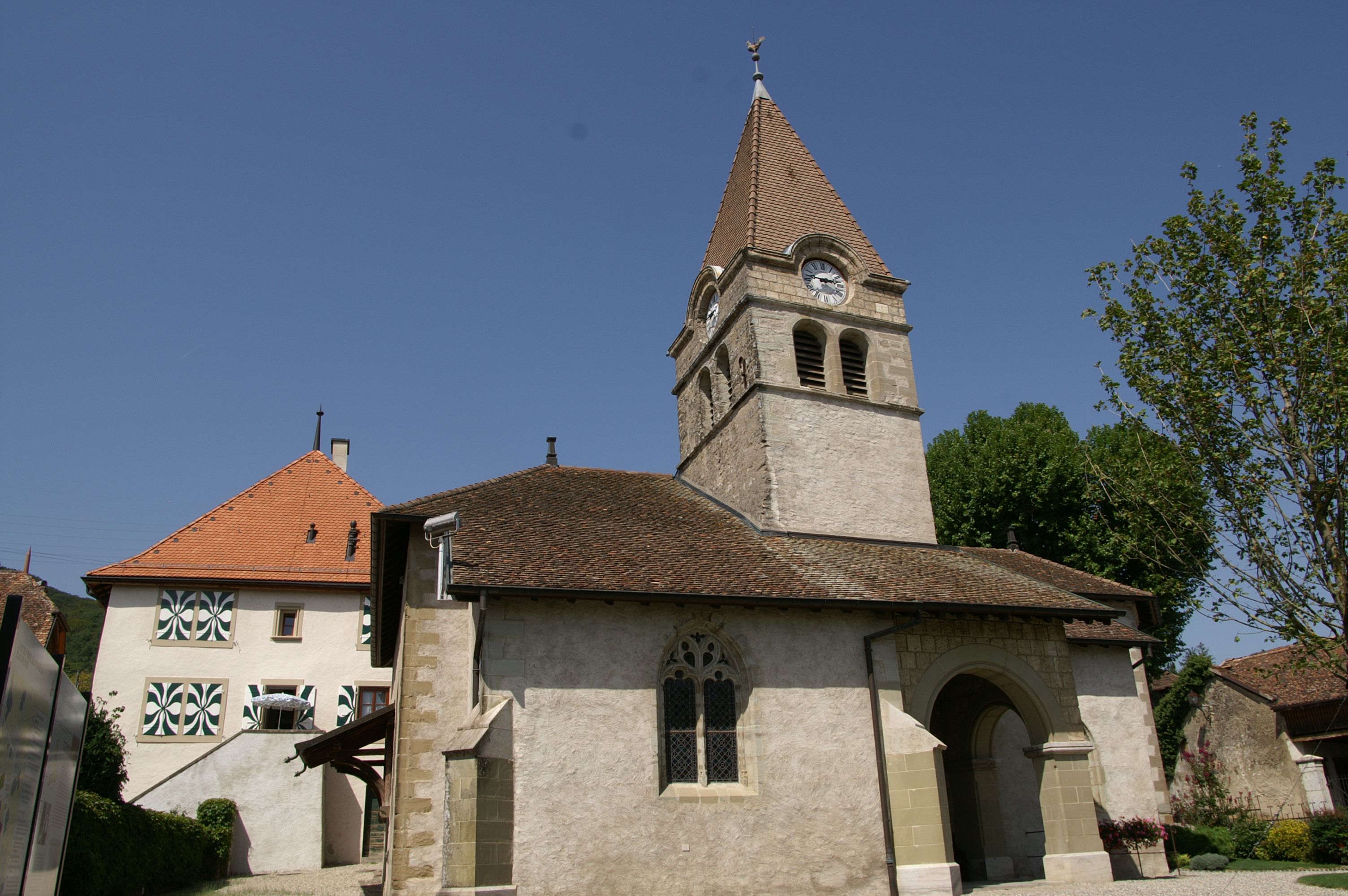
Kostel

Oblast obce byla osídlena již v římské době, což dokládají pozůstatky základů domů v blízkosti kostela. Některé hroby pocházejí z karolinského období. První písemná zmínka o obci pochází z roku 1011 a nese název Bruzinges. Později se objevily zápisy Brucins (1031), Brucinis (1049) a v 11. století Bruciniaco. Název místa pochází z latinského osobního jména Bruccius nebo Bruttius rozšířeného o příponu -ānum a znamená „majetek Bruccia/Brutcia“.
Listina z roku 1011 pečetí darování vesnického kostela klášteru Romainmôtier burgundským králem Rudolfem III. Ve středověku patřil Bursins po určitou dobu k panství Prangins. Po dobytí Vaudu Bernem v roce 1536 přešlo Bursins jako exkláva pod správu panství Romainmôtier.
Po pádu Staré konfederace patřila obec v letech 1798–1803 v období helvétského soustátí ke kantonu Léman, který byl poté po vstupu v platnost Ústavy o zprostředkování sloučen s kantonem Vaud.

## Obyvatelstvo
| Rok            | 1850 | 1900 | 1910 | 1930 | 1950 | 1960 | 1970 | 1980 | 1990 | 2000 |
| Počet obyvatel | 340  | 424  | 423  | 331  | 333  | 285  | 264  | 353  | 461  | 522  |

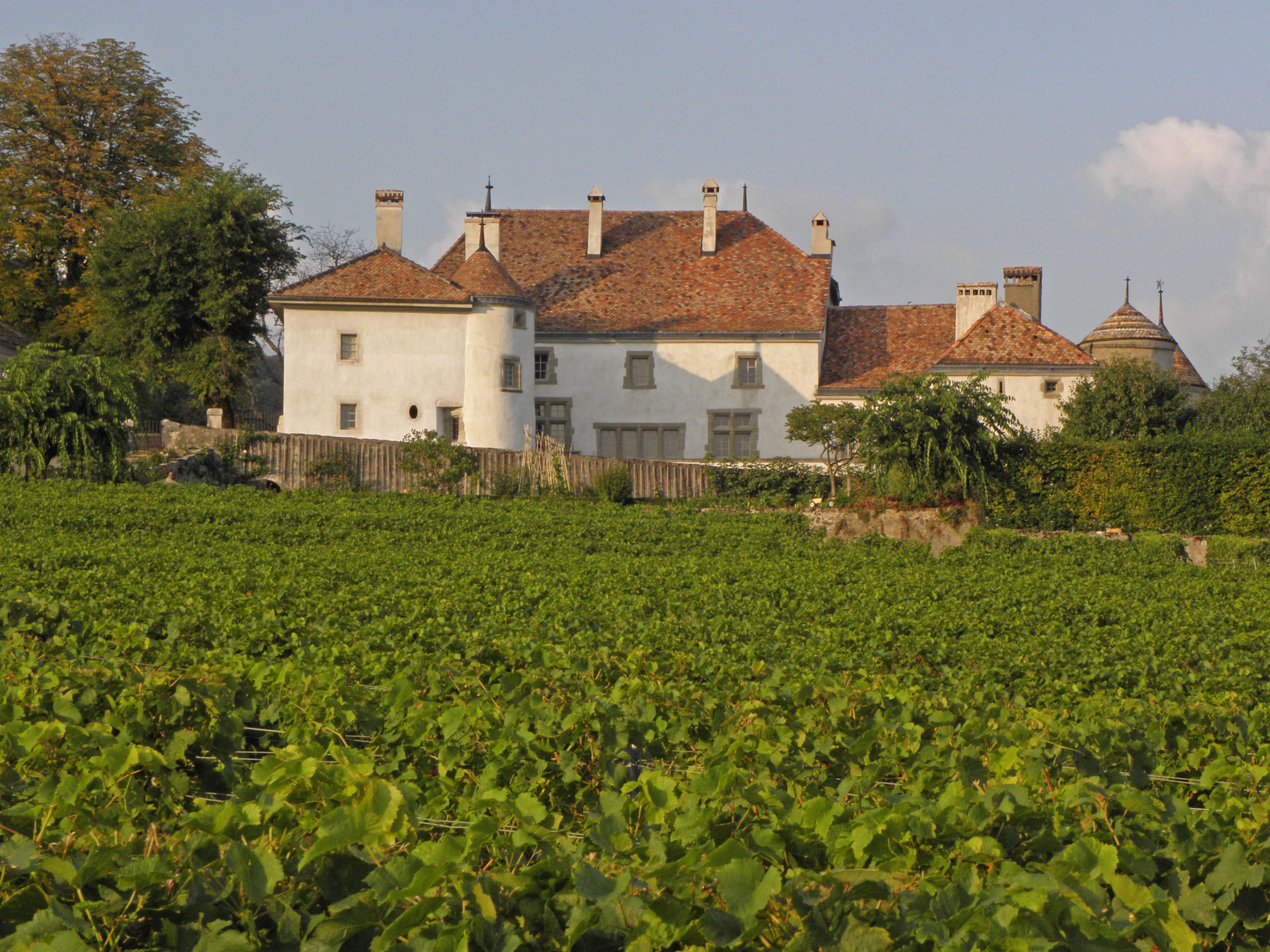
Zámek de Rosey s vinicemi

83,7 % obyvatel mluví francouzsky, 5,9 % německy a 4,4 % anglicky (údaj z roku 2000). V roce 1850 žilo v Bursins celkem 340 obyvatel a v roce 1900 424 obyvatel. Po poklesu počtu obyvatel na 264 do roku 1970 nastal rychlý populační růst, kdy se počet obyvatel během 30 let zdvojnásobil.

## Hospodářství
Až do 20. století byla obec Bursins charakteristická především zemědělstvím. I dnes hraje důležitou roli vinařství v okolí obce na svazích La Côte a orná půda na úrodné plošině na úpatí svahu. Další pracovní příležitosti jsou k dispozici v místním průmyslu a především ve službách. V obci se nachází západní část odpočívadla La Côte na dálnici A1 (Ženeva–Lausanne). Díky své atraktivní poloze se obec v posledních desetiletích rozvinula v rezidenční obec. Mnoho pracujících dojíždí za prací převážně do Nyonu.

## Doprava
Přestože se obec nachází mimo hlavní dopravní tepny, má dobré dopravní spojení. Leží na hlavní silnici, vedoucí z Nyonu po svazích oblasti Côte do Aubonne. Bursins je napojen na síť veřejné dopravy prostřednictvím linky Postbus z Glandu do Rolle.

## Osobnosti
- Peter Ustinov (1921–2004), britský herec, žil v obci
- Guy Parmelin (* 1959), švýcarský politik a spolkový prezident pro rok 2021